# Aust-Agder
Aust-Agder (Øst-Agder) er et tidligere fylke i Norge, der ved Regionsreformen i Norge, blev lagt sammen med  Vest-Agder til det nye fylke, Agder. I 2019 havde det 117.655 indbyggere. Arealet var på 8.305 km². Provinsens administration var placeret i Arendal.

## Kommuner
1. Åmli
2. Arendal
3. Birkenes
4. Bygland
5. Bykle
6. Evje og Hornnes
7. Froland
8. Gjerstad
9. Grimstad
10. Iveland
11. Lillesand
12. Risør
13. Tvedestrand
14. Valle
15. Vegårshei